# Cantonul Les Échelles
Cantonul Les Échelles este un canton din arondismentul Chambéry, departamentul Savoie, regiunea Rhône-Alpes, Franța.

## Comune
- Attignat-Oncin
- La Bauche
- Corbel
- Entremont-le-Vieux
- Les Échelles (reședință)
- Saint-Christophe-la-Grotte
- Saint-Franc
- Saint-Jean-de-Couz
- Saint-Pierre-d'Entremont
- Saint-Pierre-de-Genebroz
- Saint-Thibaud-de-Couz

Het gebied van het kanton ligt in het Chartreuser gebergte en ten westen daarvan.